# Sezione argentea

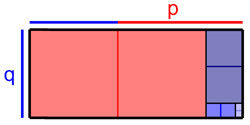
Rettangolo argenteo.
La linea rossa è volte la linea blu : facendo il rapporto della base con l'altezza si ottiene proprio il valore della sezione argentea.
Inoltre, se dal rettangolo si rimuovono due quadrati di lato, si ottiene il rettangolo di destra anch'esso argenteo con base e altezza : facendo il rapporto dell'altezza con la base e razionalizzando, si ottiene ancora una volta.
Il procedimento può ripetersi indefinitamente ottenendo ad ogni iterazione un rettangolo argenteo.

Sezione argentea nell'ottagono regolare.
In un ottagono regolare il rapporto tra la distanza tra lati opposti e la lunghezza del lato è pari alla sezione argentea.

In matematica la sezione argentea o numero d'argento {\displaystyle \delta _{S}} denota il numero irrazionale 2,41421356237... ottenuto considerando due grandezze disuguali delle quali la maggiore {\displaystyle a} è medio proporzionale tra la minore {\displaystyle b} e la somma della minore con il doppio della maggiore {\displaystyle (2a+b)}:
{\displaystyle {\frac {2a+b}{a}}={\frac {a}{b}}\ {\stackrel {\text{def}}{=}}\ \delta _{S}}(1)
L'equazione (1) può anche essere scritta nel seguente modo:
{\displaystyle {\frac {a}{b}}=2+{\frac {b}{a}}=2+{\frac {1}{\frac {a}{b}}}}(2)
Poiché {\displaystyle \delta _{S}={\frac {a}{b}}}, dalla (2), considerando solo il primo e l'ultimo membro, otteniamo
{\displaystyle \delta _{S}=2+{\frac {1}{\delta _{S}}}}(3)
che fornisce l'equazione polinomiale a coefficienti interi
{\displaystyle {\delta _{S}}^{2}-2\delta _{S}-1=0.}(4)
Risolvendo la (4) e tenendo conto della sola soluzione positiva, unica ammissibile visto che {\displaystyle \delta _{S}} è tale per definizione, otteniamo:
{\displaystyle \delta _{S}=1+{\sqrt {2}}=2,41421356237\dots }(5)
La sezione argentea è quindi un numero irrazionale (ovvero non rappresentabile mediante rapporto di numeri interi data la presenza di {\displaystyle {\sqrt {2}}} nel numeratore della (5) supponendo di avere un denominatore pari all'unità) e algebrico (ovvero soluzione di un'equazione polinomiale a coefficienti interi come evidenziato dalla (4)).
Se al posto della {\displaystyle \delta _{S}} presente nel secondo membro dell'equazione (3) sostituiamo tutto il secondo membro della stessa equazione anch'esso pari a {\displaystyle \delta _{S}} e iteriamo il procedimento indefinitamente otteniamo la frazione continua
{\displaystyle \delta _{S}=2+{\frac {1}{2+{\frac {1}{2+{\frac {1}{2+{\frac {1}{2+\ldots }}}}}}}}}
rappresentabile anche con la notazione {\displaystyle [2;2,2,2,\ldots ]}.
I suoi convergenti (troncamenti della frazione continua) {\displaystyle {\frac {2}{1}},{\frac {5}{2}},{\frac {12}{5}},{\frac {29}{12}},{\frac {70}{29}},\ldots } sono rapporti di numeri consecutivi della successione di Pell. Tali rapporti forniscono delle approssimazioni razionali della sezione argentea, in analogia con le approssimazioni razionali della sezione aurea ottenute mediante rapporti di numeri consecutivi della successione di Fibonacci.
I matematici hanno studiato la sezione argentea fin dal tempo degli antichi greci (pur non attribuendole un nome specifico fino ai tempi recenti) a causa del suo legame con la radice quadrata di 2, con i numeri quadrati triangolari, con i numeri di Pell e con gli ottagoni regolari.

## Formato carta ISO 216 e rettangolo argenteo
I formati carta conformi allo standard ISO 216 (di cui fanno parte anche i comuni fogli A4 usati nelle fotocopiatrici) sono caratterizzati dall'avere i lati nel rapporto {\displaystyle 1:{\sqrt {2}}}.
Se si divide a metà un foglio ISO 216 sul lato lungo si ottengono due fogli che continuano a presentare un rapporto {\displaystyle 1:{\sqrt {2}}}.
Se invece da un foglio ISO 216 si rimuove il quadrato più grande possibile (sottraendo il lato piccolo dal lato grande), si ottiene un rettangolo argenteo. Supponendo infatti per semplicità di partire da un foglio con lati di dimensioni {\displaystyle {\sqrt {2}}} e {\displaystyle 1}, se si toglie 1 da {\displaystyle {\sqrt {2}}} otteniamo un rettangolo argenteo con lati {\displaystyle 1} e {\displaystyle {\sqrt {2}}-1} come confermato dalla seguente razionalizzazione:
{\displaystyle {\frac {1}{{\sqrt {2}}-1}}={\frac {{\sqrt {2}}+1}{({\sqrt {2}}-1)({\sqrt {2}}+1)}}=1+{\sqrt {2}}}
Se ripetiamo su quest'ultimo rettangolo lo stesso procedimento sottraendo {\displaystyle {\sqrt {2}}-1} (lato piccolo) da {\displaystyle 1} (lato grande), otteniamo il rettangolo di lati {\displaystyle 2-{\sqrt {2}}} e {\displaystyle {\sqrt {2}}-1}. Se effettuiamo il rapporto otteniamo:
{\displaystyle {\frac {2-{\sqrt {2}}}{{\sqrt {2}}-1}}={\frac {{\sqrt {2}}({\sqrt {2}}-1)}{{\sqrt {2}}-1}}={\sqrt {2}}}
Il rettangolo così ottenuto torna nuovamente ad avere le proporzioni di quello originario ossia con i lati nel rapporto {\displaystyle 1:{\sqrt {2}}}.
Pertanto, rimuovendo ogni volta il quadrato più grande possibile, si passa da un rettangolo con rapporto {\displaystyle {\sqrt {2}}} a uno con rapporto {\displaystyle 1+{\sqrt {2}}}, poi nuovamente con rapporto {\displaystyle {\sqrt {2}}} e quindi con rapporto {\displaystyle 1+{\sqrt {2}}} e così via: in altri termini si alternano un rettangolo di tipo {\displaystyle {\sqrt {2}}} e un rettangolo argenteo. Quando si passa da un rettangolo di tipo {\displaystyle {\sqrt {2}}} a uno successivo sempre di tipo {\displaystyle {\sqrt {2}}} (passando attraverso il rettangolo argenteo), il secondo ha i due lati ridotti di un rapporto pari proprio alla sezione argentea ossia di {\displaystyle {\sqrt {2}}+1} rispetto al primo. Infatti, il lato {\displaystyle {\sqrt {2}}} diventa {\displaystyle 2-{\sqrt {2}}} e il lato {\displaystyle 1} diventa {\displaystyle {\sqrt {2}}-1}: ciascuno di essi si riduce quindi del valore della sezione argentea ossia di {\displaystyle 1+{\sqrt {2}}}. Analogamente, passando da un rettangolo argenteo a un successivo rettangolo argenteo (passando attraverso quello di rapporto {\displaystyle {\sqrt {2}}}), il secondo ha i due lati ridotti di un rapporto pari proprio a {\displaystyle {\sqrt {2}}} rispetto al primo.

## Ottagono regolare e rettangolo argenteo

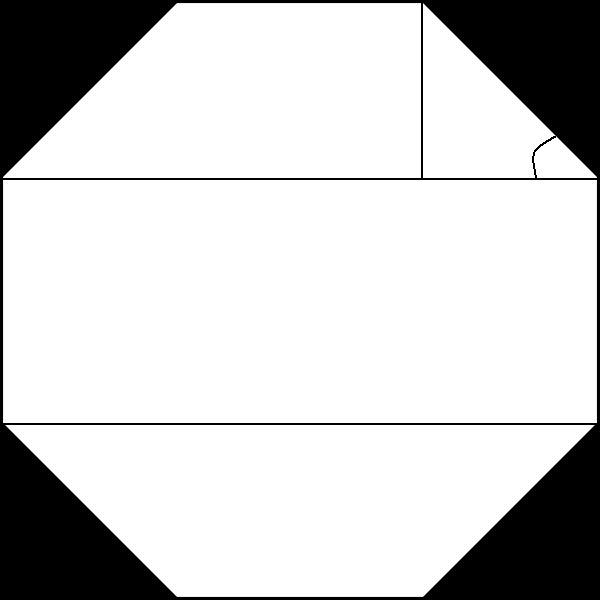
Il rettangolo centrale è un rettangolo argenteo.

Il rettangolo argenteo è strettamente connesso all'ottagono regolare. Infatti, se dividiamo un ottagono regolare in due trapezi isosceli e in un rettangolo, allora quest'ultimo risulta essere un rettangolo argenteo con rapporto d'aspetto 1:{\displaystyle \delta _{S}} e i 4 lati del trapezio risultano essere nel rapporto 1:1:1:{\displaystyle \delta _{S}}. Se la lunghezza del lato è {\displaystyle t} allora la distanza tra lati opposti è {\displaystyle t\delta _{S}} e l'area dell'ottagono è {\displaystyle 2\delta _{S}t^{2}}.